# Михайлик Олег Петрович
Оле́г Петро́вич Миха́йлик (1970) — український військовослужбовець, начальник військово-медичного управління Головного управління Національної гвардія України (2014—2020), полковник медичної служби (2011), кандидат медичних наук (2012), Заслужений лікар України (2015), магістр (2021).

## Освіта
1987—1993 — Військово-медична академія імені С. М. Кірова (лікарська справа)
2012 рік — присуджено науковий ступінь кандидата медичних наук із спеціальності медична психологія
2018—2021 — Українська військово-медична академія (офіцер військового управління оперативно-тактичного рівня з організації медичного управління військ (сил))

## Нагороди
- почесна грамота Президії Національної академії медичних наук України за плідну співпрацю з НАМН з організації надання медичної допомоги постраждалим учасникам АТО
- почесне звання «Заслужений лікар України» присвоєно Указом Президента України від 10 жовтня 2015 року № 575/2015 за особистий внесок у зміцнення обороноздатності Української держави, мужність, самовідданість і високий професіоналізм, виявлені під час бойових дій та при виконанні службових обов'язків
- відзнака Президента України «За участь в антитерористичній операції», нагороджено відповідно до Указу Президента України від 17 лютого 2016 року № 53/2016
- відзнака Нагрудний знак «За доблесну службу», Наказ командувача Національної гвардії України від 10 квітня 2019 року № 183